# Anton Franck
Sten Anton Franck, född 12 december 1858 i Björneborg, död 12 december 1923 i Åggelby, var en finländsk teaterledare och skådespelare. 

## Biografi
Franck började sin bana på huvudstadens finska scen på Arkadiateatern 1878–1882 och uppträdde där även 1890–1894. Han var 1882–1887 anställd vid Svenska Teatern och ledde 1894–1898 samt 1905–1909 den nygrundade Svenska inhemska teatern, den första scenen med enbart finlandssvenska artister. På grund av sin entusiasm för idén och sina ledaregenskaper blev han teaterns egentliga skapare. Franck fick även 1899 uppdraget att starta Folkteatern. Han grundade och ledde en svensk teaterelevskola 1901–1902 och startade en inhemsk operettscen på Apolloteatern 1915–1917.